# Bus of the Year

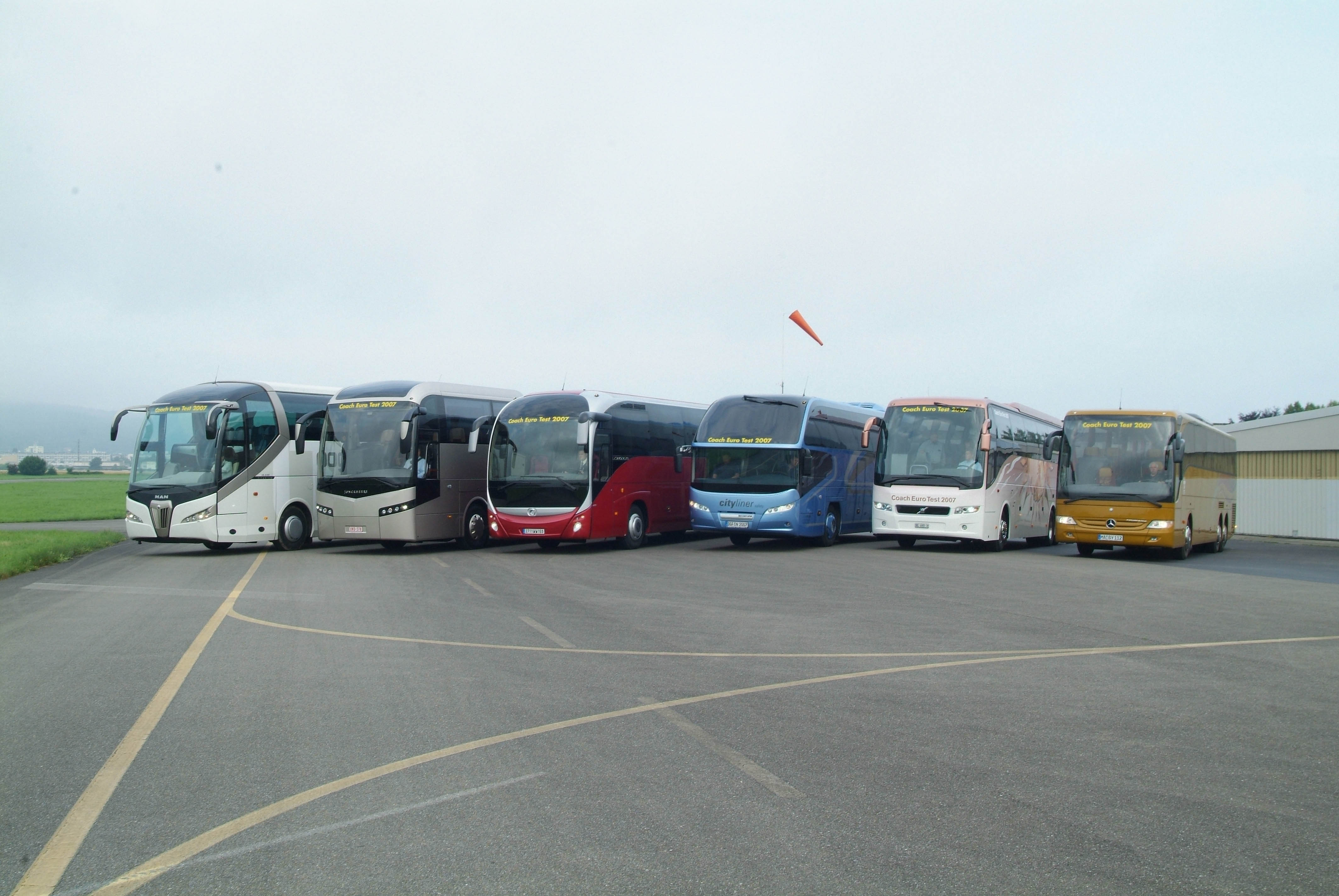
Coach Euro Test 2007

Die Titel Bus of the Year und Coach of the Year sind Auszeichnungen für Omnibus-Modelle. Der Wettbewerb wird seit 1989 von mehreren europäischen Fachzeitschriften veranstaltet.

## Ablauf
Fünf bis sechs von den Herstellern vorgeschlagene Busmodelle unterziehen sich jährlich im Frühsommer dem Bus Euro Test bzw. dem Coach Euro Test. Anhand festgelegter Kriterien wählt die Jury Bus & Coach of the Year, die aus 24 Fachjournalisten besteht, den Bus bzw. Reisebus des Jahres. In ungeraden Jahren werden Stadt- und Überlandbusse getestet, in geraden Jahren Reisebusse. Hierbei steht Praxistauglichkeit an erster Stelle. Die Jahreszahl der Auszeichnung bezieht sich auf das folgende Jahr.
Die Preisverleihung erfolgt im Herbst auf den im Wechsel stattfinden Messen IAA Transportation und Busworld. Es hat sich eingebürgert, dass in Hannover auf der IAA Transportation (bis 2022 IAA Nutzfahrzeuge) der Titel Bus of the Year und auf der Busworld in Brüssel der Titel Coach of the Year verliehen wird.

## Jury
Die folgenden 24 europäischen Fachzeitschriften entsenden jeweils einen Journalisten in die Jury Bus & Coach of the Year:
| Land                   | Zeitschrift                      |
| ---------------------- | -------------------------------- |
| Belgien                | Transporama Trans Aktueel        |
| Bulgarien              | Kamioni, Avtobussi spl.          |
| Kroatien               | Kamion&Bus                       |
| Tschechien             | Transport a Logistika            |
| Dänemark               | Transportnyhederne.dk            |
| Deutschland            | Omnibusrevue                     |
| Finnland               | Charter Club Magazine            |
| Frankreich             | Autocars et bus info             |
| Griechenland           | Troi                             |
| Ungarn                 | Rolling tons                     |
| Italien                | Pullman                          |
| Irland                 | Fleet Bus and Coach              |
| Kroatien               | Kamion&BUS                       |
| Niederlande            | Touringcar & Bus                 |
| Norwegen               | Buss Magasinet                   |
| Österreich             | Öbus                             |
| Polen                  | Infobus                          |
| Slowenien              | Transport & Logistika            |
| Serbien                | Veliki tockovi                   |
| Schweden               | Bussmagasinet.se                 |
| Schweiz                | TIR transNews                    |
| Spanien                | Autobuses & Autocares            |
| Vereinigtes Königreich | Bus & Coach Buyer                |
| Rumänien               | Tranzit / Persons Transportation |

## Preisträger
| Titel                  | Vergabe                                  | Hersteller    | Modell                         | Bild |
| ---------------------- | ---------------------------------------- | ------------- | ------------------------------ | ---- |
| Bus of the Year 1990   | ?                                        | Neoplan       | Metroliner                     |      |
| Coach of the Year 1991 | ?                                        | Renault       | FR1 GTX                        |      |
| Coach of the Year 1992 | ?                                        | Mercedes-Benz | O 404                          |      |
| Coach of the Year 1993 | ?                                        | Setra         | S 315 HDH                      |      |
| Coach of the Year 1994 | Car & Bus Kortrijk Oktober 1993          | MAN           | RH 403 Lion’s Star             |      |
| Coach of the Year 1995 | Autobus RAI Maastricht Oktober 1994      | Iveco         | EuroClass HD                   |      |
| Bus of the Year 1995   | ?                                        | Neoplan       | Metroshuttle N 4114            |      |
| Coach of the Year 1996 | Car & Bus Kortrijk 19. Oktober 1995      | Drögmöller    | Eurocomet E 330 H B 12-600     |      |
| Bus of the Year 1997   | ?                                        | Setra         | S 315 NF                       |      |
| Coach of the Year 1998 | Busworld Kortrijk 16. Oktober 1997       | Van Hool      | T9 Acron                       |      |
| Bus of the Year 1999   | FIAA Madrid 18. November 1998            | MAN           | NL 263 (A21)                   |      |
| Coach of the Year 2000 | Busworld Kortrijk 1999                   | Neoplan       | Starliner N 516/3 SHDL         |      |
| Bus of the Year 2001   | FIAA Madrid 22. November 2000            | Mercedes-Benz | Cito                           |      |
| Coach of the Year 2002 | Busworld Kortrijk 2001                   | Setra         | S 415 HDH                      |      |
| Bus of the Year 2003   | FIAA Madrid 23. Oktober 2002             | Van Hool      | A330                           |      |
| Coach of the Year 2004 | Busworld Kortrijk 17. Oktober 2003       | MAN           | Lion’s Star                    |      |
| Coach of the Year 2004 | Busworld Kortrijk 17. Oktober 2003       | Scania Irizar | PB                             |      |
| Bus of the Year 2005   | IAA Nutzfahrzeuge 21. September 2004     | MAN           | Lion’s City                    |      |
| Coach of the Year 2006 | Busworld Kortrijk 20. Oktober 2005       | Neoplan       | Starliner SHD L                |      |
| Bus of the Year 2007   | IAA Nutzfahrzeuge 19. September 2006     | Mercedes-Benz | Citaro LE Ü                    |      |
| Coach of the Year 2008 | Busworld Kortrijk 19. Oktober 2007       | Volvo         | 9700                           |      |
| Bus of the Year 2009   | IAA Nutzfahrzeuge 23. September 2008     | Setra         | S 415 NF                       |      |
| Coach of the Year 2010 | Busworld Kortrijk 15. Oktober 2009       | Mercedes-Benz | Travego                        |      |
| Bus of the Year 2011   | IAA Nutzfahrzeuge 21. September 2010     | VDL           | Citea                          |      |
| Coach of the Year 2012 | Busworld Kortrijk Oktober 2011           | VDL           | Futura                         |      |
| Bus of the Year 2013   | IAA Nutzfahrzeuge 20. September 2012     | Mercedes-Benz | Citaro 2                       |      |
| Coach of the Year 2014 | Busworld Kortrijk 18. Oktober 2013       | EvoBus Setra  | Setra S 515 HD                 |      |
| Bus of the Year 2015   | IAA Nutzfahrzeuge 2014                   | MAN           | NG313-18,75 Lion’s City GL CNG |      |
| Coach of the Year 2016 | Busworld Kortrijk 16. Oktober 2015       | Iveco         | Magelys                        |      |
| Bus of the Year 2017   | IAA Nutzfahrzeuge 2016                   | Solaris       | Urbino 12 electric             |      |
| Coach of the Year 2018 | Busworld Kortrijk 19. Oktober 2017       | Irizar        | i8                             |      |
| Bus of the Year 2019   | IAA Nutzfahrzeuge 2018                   | Mercedes-Benz | Citaro hybrid                  |      |
| Coach of the Year 2020 | Busworld Brüssel 2019                    | MAN           | Lion’s Coach                   |      |
| Bus of the Year 2021   | nicht vergeben                           |               |                                |      |
| Coach of the Year 2022 | MAN Bus Forum (digital) 14. Oktober 2021 | Neoplan       | Cityliner                      |      |
| Bus of the Year 2023   | IAA Transportation 2022                  | MAN           | Lion’s City E                  |      |
| Bus of the Year 2024   | Nicht vergeben                           |               |                                |      |
| Bus of the Year 2025   | IAA Transportation 2025                  | Solaris       | Urbino 18 Hydrogen             |      |